# Arrondissement Figeac
Figeac is een arrondissement van het Franse departement Lot in de regio Occitanie. De onderprefectuur is Figeac.

## Kantons
Het arrondissement was tot 2014 samengesteld uit de volgende kantons:
- kanton Bretenoux
- kanton Cajarc
- kanton Figeac-Est
- kanton Figeac-Ouest
- kanton Lacapelle-Marival
- kanton Latronquière
- kanton Livernon
- kanton Saint-Céré
- kanton Sousceyrac

Na de herindeling van de kantons bij decreet van 13 februari 2014, met uitwerking op 22 maart 2015, omvat het arrondissement volgende kantons:
- kanton Causse et Vallées  (deel: 21/44)
- kanton Cère et Ségala
- kanton Figeac-1
- kanton Figeac-2
- kanton Gramat  (deel: 5/17)
- kanton Lacapelle-Marival
- kanton Saint-Céré

## Afbeelding

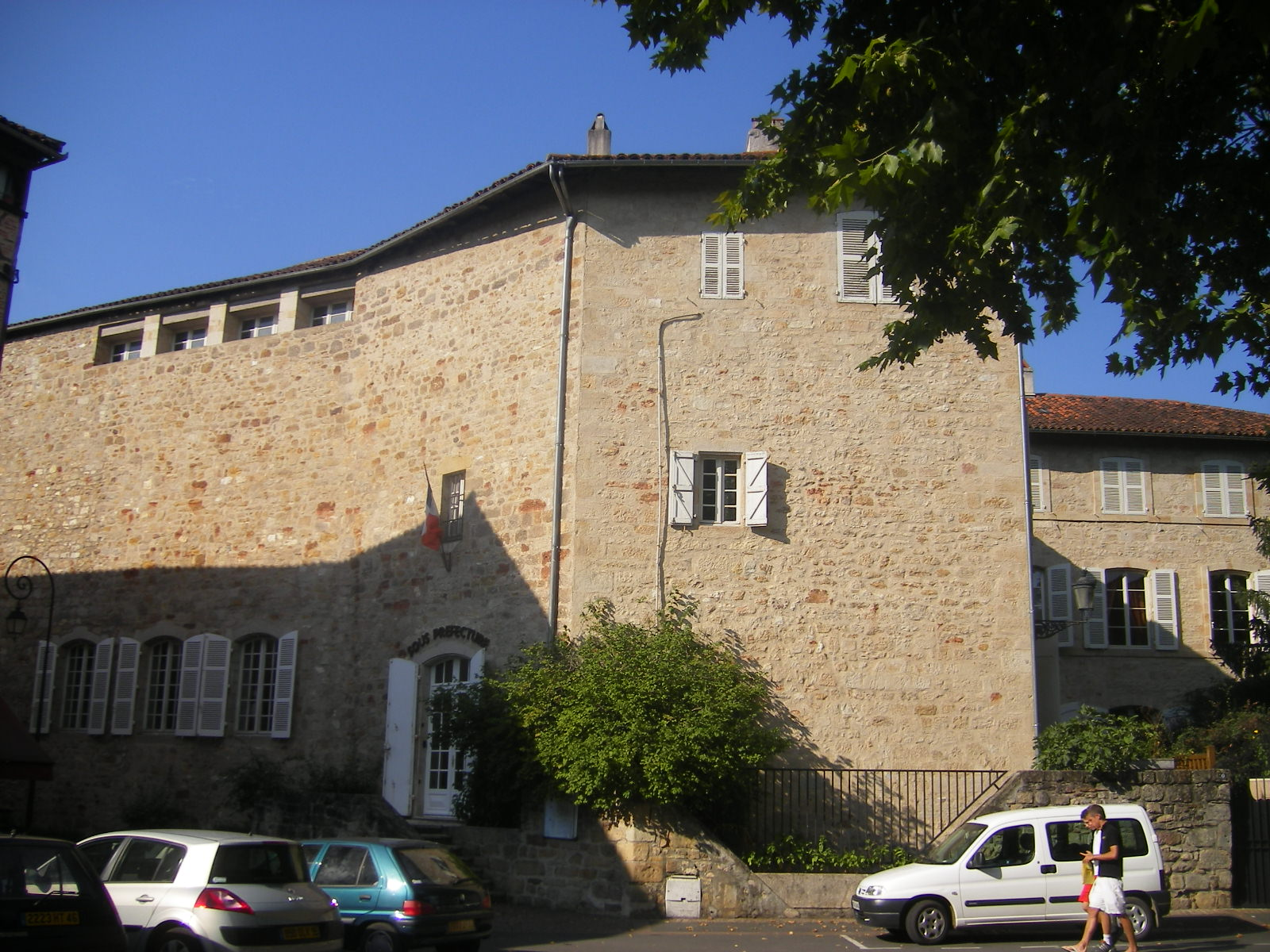
Gebouw van de onderprefectuur in Figeac